# Креповское сельское поселение
Кре́повское се́льское поселе́ние — муниципальное образование в составе Урюпинского района Волгоградской области.
Административный центр — посёлок Учхоз.

## История
Креповское сельское поселение образовано 30 марта 2005 года в соответствии с Законом Волгоградской области № 1037-ОД.

## Население
| 2010 | 2012  | 2013 | 2014 | 2015 | 2016 | 2017 |
| ---- | ----- | ---- | ---- | ---- | ---- | ---- |
| 1021 | ↘1009 | ↘986 | ↗987 | ↘975 | ↘966 | ↗969 |
| 2018 | 2019  | 2020 | 2021 |      |      |      |
| ↘954 | ↗986  | ↘984 | ↗988 |      |      |      |

## Состав сельского поселения
| № | Населённый пункт | Тип населённого пункта          | Население |
| - | ---------------- | ------------------------------- | --------- |
| 1 | Креповский       | хутор                           | 356       |
| 2 | Учхоз            | посёлок, административный центр | 665       |